# Экспромт (литература)
Экспромт в литературе (литературный экспромт) — небольшое литературное произведение, созданное в момент исполнения без подготовки. Литературный экспромт является разновидностью импровизации. К литературным экспромтам относятся импровизированные стихотворения, короткие ораторские выступления, афоризмы.
Стихотворные и произаические экспромты могут быть частью театрального представления.
В европейской литературе экспромты обычно не рассматриваются как серьёзные произведения. В восточных литературах (например, в арабской и японской) в некоторых жанрах импровизационность является нормой, соответственно, экспромты гораздо чаще являются произведениями серьёзных жанров.

## Стихотворный экспромт
Стихотворный экспромт — короткое стихотворение, сочиненное быстро, без предварительного обдумывания, часто устно. Очень часто создаются как стихи на случай (стихотворение на случай).
По жанру стихотворные экспромты обычно являются мадригалами, эпиграммами, шуточными стихотворениями (соответственно, шутливыми или комплиментарными по теме). Пример: «Саранча летела…» А. С. Пушкина. Часто экспромтом пишутся буриме.
Реже встречаются стихотворные экспромты серьёзного лирического содержания, в частности, короткие образцы философской лирики. Пример: «Слёзы людские, о слёзы людские…» Ф. Тютчева.

### Авторы стихотворных экспромтов
Азербайджанские поэты:
- А. Вахид

Шведские поэты:
- Э. Тегнер

Русские поэты:
- А. Н. Апухтин
- И. И. Дмитриев
- С. А. Есенин
- Л. А. Мей
- Д. Д. Минаев
- И. П. Мятлев
- А. И. Одоевский
- Н. М. Олейников
- А. С. Пушкин
- М. А. Светлов
- С. А. Соболевский
- Ф. И. Тютчев
- Ю. Н. Тынянов